# Фонинское
Фонинское — деревня в Переславском районе Ярославской области России, входит в состав Нагорьевского сельского поселения.

## География
Деревня расположена в 2,5 км на юг от центра поселения села Нагорье и в 52 км на северо-запад от города Переславль-Залесский.

## История
В середине XIX века деревня относилась к Нагорьевскому приходу. В 1859 году в ней числилось 83 двора, в 1905 году — 140 дворов.
В конце XIX — начале XX века деревня являлась крупным населённым пунктом в состав Хмельниковской волости Переславского уезда Владимирской губернии.
С 1929 года село входило в состав Нагорьевского сельсовета Переславского района, с 2005 года — в составе Нагорьевского сельского поселения.

## Население
| 1859 | 1897 | 1905 |
| ---- | ---- | ---- |
| 684  | 725  | 807  |

| 1859 | 1897 | 1905 | 1926 | 2007 | 2008 | 2010 |
| ---- | ---- | ---- | ---- | ---- | ---- | ---- |
| 684  | ↗725 | ↗807 | ↗847 | ↘239 | →239 | ↘227 |